# Kotnal, Indi
Kotnal là một làng thuộc tehsil Indi, huyện Bijapur, bang Karnataka, Ấn Độ.